# Ardanaríxvara
Ardanaríxvara ou Ardanarísvara (em sânscrito:  अर्धनारीश्वर, transl. Ardhanārīśvara; fusão de ardha, significando "metade", nārī, "mulher", e Īśvara, "senhor") é uma forma da divindade hindu Xiva combinada com sua consorte Parvati. Ardanaríxvara é retratado como meio homem e meio mulher, divididos igualmente ao meio. A metade direita é geralmente o Xiva masculino, ilustrando seus atributos tradicionais.
As primeiras imagens de Ardanaríxvara são datadas do período cuchano, começando no século I d.C. Sua iconografia evoluiu e foi aperfeiçoada na era gupta. Os Puranas e vários tratados iconográficos escrevem sobre a mitologia e iconografia de Ardanaríxvara. Ardanaríxvara continua sendo uma forma iconográfica popular encontrada na maioria dos templos de Xiva em toda a Índia, embora poucos templos sejam dedicados a esta divindade.
Ardanaríxvara representa a síntese das energias masculinas e femininas do universo (Puruxa e Pracriti) e ilustra como Xácti, o princípio feminino do Absoluto, é inseparável de (ou, segundo algumas interpretações, igual a) Xiva, o princípio masculino de Absoluto, e vice versa. A união desses princípios é exaltada como raiz e ventre de toda a criação. Representa comumente o conceito de advaita (não-dualidade), em que se identifica o Absoluto, a pura Consciência de Xiva, com o mundo fenomênico, Xácti. Outra visão é de que Ardanaríxvara é um símbolo da natureza onipresente de Xiva.

## Nomes
O nome Ardanaríxvara significa "o Senhor que é metade mulher". Ardanaríxvara também é conhecido por outros nomes como Ardanaranari ("o meio homem-mulher"), Ardanarixa ("o Senhor que é meio mulher"), Ardhanārīnaṭeshvara ("o Senhor da Dança que é meio mulher"), Parangada, Naranari ("homem-mulher"), Ammaiyappan (um nome tâmil que significa "Mãe-Pai"), e Ardhayuvatishvara (em Assam, "o Senhor cuja metade é uma jovem mulher ou menina"). O escritor Pushpadanta da era gupta em seu Mahimnastava refere-se a esta forma como dehardhaghatana ("Tu e Ela são cada um a metade de um corpo"). Utpala, comentando o Brihat Samhita, chama esta forma de Ardha-Gaurishvara ("o Senhor cuja metade é o justo"; o justo – Gauri – é um atributo de Parvati). O Vishnudharmottara Purana simplesmente chama esta forma de Gauríxvara ("O Senhor/marido de Gauri).

## Origens e primeiras imagens

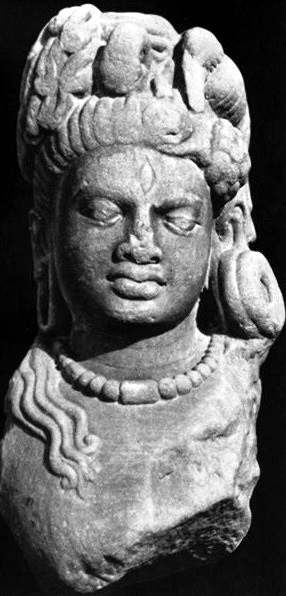
Uma antiga cabeça cuchana de Ardanaríxvara, descoberta em Rajghat, agora no Museu de Mathura

A concepção de Ardanaríxvara pode ter sido inspirada na figura composta de Yama-Yami da literatura védica, nas descrições védicas do Criador primordial Vixvarupa ou Prajapati e do deus do fogo Agni como "touro que também é uma vaca". o Átmã ("Eu") da Brihadaranyaka Upanishad na forma do homem cósmico andrógino Puruxa e os mitos andróginos do grego Hermafrodito e do frígio Agdistis. A Brihadaranyaka Upanishad diz que Puruxa se divide em duas partes, masculino e feminino, e as duas metades copulam, produzindo toda a vida – um tema simultâneo nos contos de Ardanaríxvara. A Shvetashvatara Upanishad semeia a ideia do purânico Ardanaríxvara. Declara Rudra – o antecedente do Xiva purânico – o criador de tudo e a raiz de Puruxa (o princípio masculino) e Pracriti (o princípio feminino), aderindo à filosofia sânquia. Isso sugere sua natureza andrógina, descrevendo-o tanto como homem quanto como mulher.
O conceito de Ardanaríxvara originou-se simultaneamente nas culturas cuchana e grega; a iconografia evoluiu na era cuchana (30–375 EC), mas foi aperfeiçoada na era gupta (320-600). Uma estela da era cuchana de meados do século I no Museu de Mathura tem uma imagem metade masculina, metade feminina, junto com outras três figuras identificadas com Vixnu, Gaja Lacximi e Cubera. A metade masculina é itifálica ou com urdhvalinga e faz um gesto de abhaya mudra; a metade esquerda feminina segura um espelho e tem o peito arredondado. Esta é a representação mais antiga de Ardanaríxvara universalmente reconhecida. Uma antiga cabeça cuchana de Ardanaríxvara descoberta em Rajghat está exposta no Museu de Mathura. A metade masculina direita tem cabelo emaranhado com uma caveira e uma lua crescente; a metade feminina esquerda tem cabelos bem penteados e decorados com flores e usa patra-kundala (brinco). O rosto tem um terceiro olho comum. Um selo de terracota descoberto em Vaixali tem características de meio homem e meio mulher. As primeiras imagens cuchanas mostram Ardanaríxvara em uma forma simples de dois braços, mas textos e esculturas posteriores retratam uma iconografia mais complexa.
Porém um estrato mais antigo de imagens de ardanaris (meio mulheres) pode ter raízes na literatura védica inicial, segundo aponta R. Nagaswamy. Rixis védicos que representavam númenos hindus por termos visuais já reconheciam uma dualidade da natureza divina pelo menos desde o Krishna Iajurveda, na figura no fogo Agni que dá vida e luz e também queima, e na imagem composta como Agna-Vixnu ou Rudra-Vixnu, em que se o retrata com dois corpos, um criativo feminino e outro destrutivo masculino. A forma de ardanari é um motivo recorrente a várias divindades védicas iniciais.
Ardanaríxvara é referido pelo autor grego Estobeu (c. ano 500) enquanto citava Bardasanes (c. 154), que ficou sabendo com a visita de uma embaixada indiana à Síria durante o reinado de Heliogábalo (Antonino de Emesa) (218–22). Um busto andrógino de terracota, escavado em Taxila e datado da era saca-parta, retrata um homem barbado com seios femininos.
Ardanaríxvara é interpretado como uma tentativa de sincretizar as duas principais seitas hindus, o xivaísmo e o xactismo, dedicadas a Xiva e à Grande Deusa. Uma imagem sincrética semelhante é Harihara, uma forma composta de Xiva e Vixnu, a Divindade Suprema da seita vaixnava.

## Iconografia

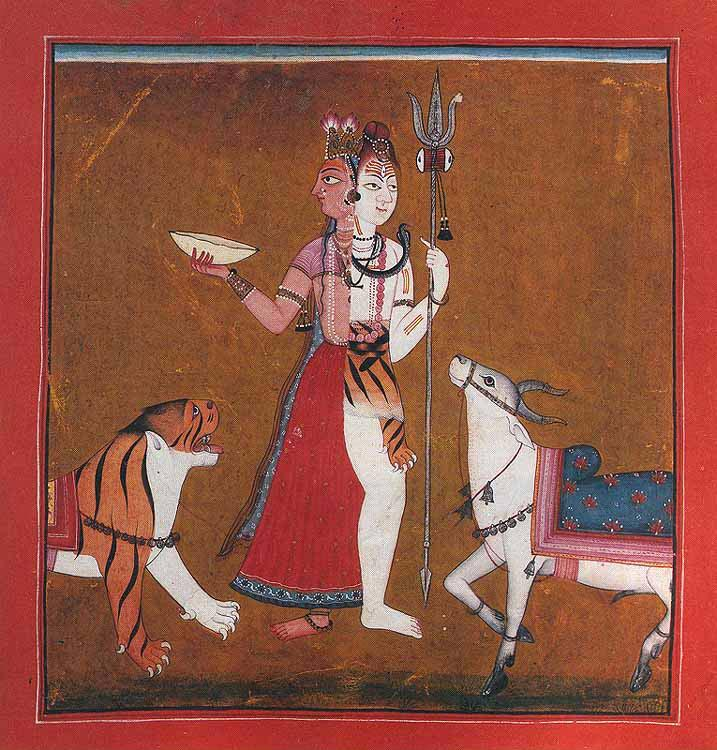
Um raro exemplo de Ardanaríxvara xacta, onde o lado direito dominante é feminino

A obra iconográfica do século XVI Shilparatna, o Matsya Purana e textos agâmicos como Amshumadbhedagama, Kamikagama, Supredagama e Karanagama – a maioria deles de origem do sul da Índia – descrevem a iconografia de Ardanaríxvara. O lado superior direito do corpo geralmente é o Xiva masculino e o esquerdo é a Parvati feminina; em raras representações pertencentes à escola do xactismo, o feminino detém o lado direito dominante. O ícone geralmente é prescrito para ter quatro, três ou dois braços, mas raramente é representado com oito braços. No caso dos três braços, o lado Parvati possui apenas um braço, sugerindo um papel menor no ícone.

### Metade masculina
A metade masculina usa um jata-mukuta (um toucado formado por cabelos empilhados e emaranhados) na cabeça, adornado com uma lua crescente. Às vezes, o jata-mukuta é adornado com serpentes e a deusa do rio Ganga fluindo pelos cabelos. A orelha direita usa um nakra-kundala, sarpa-kundala ("brinco de serpente") ou kundala comum ("brinco"). Às vezes, o olho masculino é representado menor que o feminino e também é visto meio bigode. Nos cânones, um meio terceiro olho (trinetra) é prescrito no lado masculino da testa; um olho completo também pode ser representado no meio da testa separado por ambos os lados ou um meio olho pode ser mostrado acima ou abaixo do ponto redondo de Parvati. Um halo elíptico comum (prabhamandala/prabhavali) pode ser representado atrás da cabeça; às vezes, o formato do halo pode diferir em ambos os lados.
Na forma de quatro braços, uma mão direita segura um parashu (machado) e outra faz um abhaya mudra (gesto de segurança), ou um dos braços direitos está ligeiramente dobrado e repousa sobre a cabeça do touro montado de Xiva, Nandi, enquanto o outro se mantém no gesto abhaya mudra. Outra configuração sugere que uma mão direita segura um trishula (tridente) e que a outra faz um varada mudra (gesto de bênção). Outra escritura prescreve que um trishula e um akshamala (rosário) sejam segurados com as duas mãos direitas. Na forma de dois braços, a mão direita segura um kapala (copo de caveira) ou gesticula em um varada mudra. Ela também pode segurar uma caveira. No relevo de Badami, Ardanaríxvara de quatro braços toca uma vina (alaúde), usando o braço esquerdo e o direito, enquanto o outro braço masculino segura um parashu e o feminino um lótus.

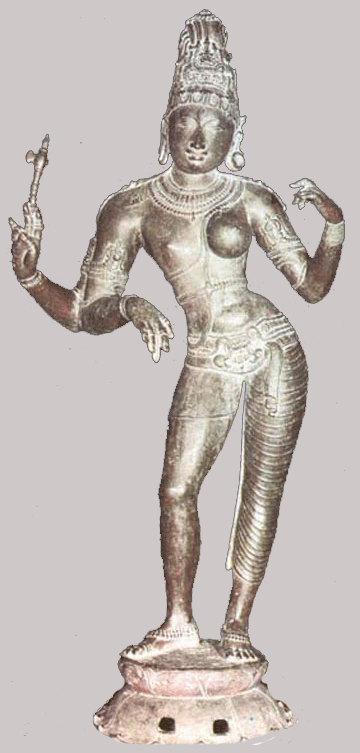
Ardanaríxvara de bronze de três braços

A metade Xiva tem peito masculino achatado, peito reto e vertical, ombros mais largos, cintura mais larga e coxa musculosa. Ele usa um yagnopavita (fio sagrado) no peito, que às vezes é representada como uma naga-yagnopavita (uma cobra usada como yagnopavita) ou um colar de pérolas ou pedras preciosas. O yajnopavita também pode dividir o torso em metades masculina e feminina. Ele usa ornamentos característicos da iconografia de Xiva, incluindo ornamentos de serpentes.
Em algumas imagens do norte da Índia, a metade masculina pode estar nua e também itifálica (urdhavlinga ou urdhavreta: com um falo ereto), no entanto, conota exatamente o oposto neste contexto. Contextualiza a "retenção seminal" ou prática do celibato (ilustração de Urdhva Retas), e representa a divindade como "aquele que representa o controle completo dos sentidos e a suprema renúncia carnal", outras imagens encontradas no norte da Índia incluem falo completo, ou meio falo e um testículo. No entanto, tais imagens nunca são encontradas nas imagens do sul da Índia; os quadris são geralmente cobertos por uma vestimenta (às vezes um dhoti) de seda ou algodão, ou a pele de um tigre ou veado), normalmente até o joelho, e mantidos no lugar por um sarpa-mekhala, cinto de serpente ou joias. A perna direita pode estar um pouco flexionada ou esticada e muitas vezes repousa sobre um pedestal de lótus (padma-pitha). Toda a metade direita é descrita como manchada de cinzas e como terrível e de cor vermelha, ou de aparência dourada ou coral; no entanto, esses recursos raramente são representados.

### Metade feminina
A metade feminina tem karanda-mukuta (uma coroa em forma de cesta) na cabeça ou cabelos bem penteados e com nós, ou ambos. A orelha esquerda usa um valika-kundala (um tipo de brinco). Um tilaka ou bindu (um ponto vermelho redondo) adorna sua testa, combinando com o terceiro olho de Xiva. O olho esquerdo é pintado com delineador preto. Enquanto o pescoço masculino às vezes é adornado com uma serpente com capuz de joias, o pescoço feminino tem um lótus azul combinando.
Na forma de quatro braços, um dos braços esquerdos repousa sobre a cabeça de Nandi, enquanto o outro está dobrado na pose kataka mudra e segura um nilotpala (lótus azul) ou fica pendurado frouxamente ao seu lado. Na representação de três braços, a mão esquerda segura uma flor, um espelho ou um papagaio. No caso dos ícones de dois braços, a mão esquerda repousa sobre a cabeça de Nandi, fica pendurada ou segura uma flor, um espelho ou um papagaio. O papagaio também pode estar empoleirado no pulso de Parvati. Suas mãos são adornadas com ornamentos como keyura (tornozeleira) ou kankana (pulseiras).
Parvati tem seios redondos e bem desenvolvidos e cintura feminina estreita embelezada com vários haras (pulseiras religiosas) e outros enfeites, feitos de diamantes e outras pedras preciosas. Ela tem uma coxa mais cheia e um corpo e quadril mais curvilíneos do que a parte masculina do ícone. O tronco, quadril e pelve da mulher são exagerados para enfatizar as diferenças anatômicas entre as metades. Embora as partes íntimas masculinas possam ser representadas, a genitália feminina nunca é retratada e os quadris são sempre cobertos. Ela usa uma roupa de seda multicolorida ou branca até o tornozelo e uma ou três cintas na cintura. A metade esquerda usa tornozeleira e seu pé é pintado de vermelho com hena. A perna esquerda pode estar um pouco flexionada ou esticada, apoiada em um pedestal de lótus. Em contraste com a metade Xiva, a metade Parvati – untada com açafrão – é descrita como calma e gentil, clara e de cor verde-papagaio ou escura. Ela pode estar envolta em um sári cobrindo o tronco e as pernas.

### Posturas e vahana

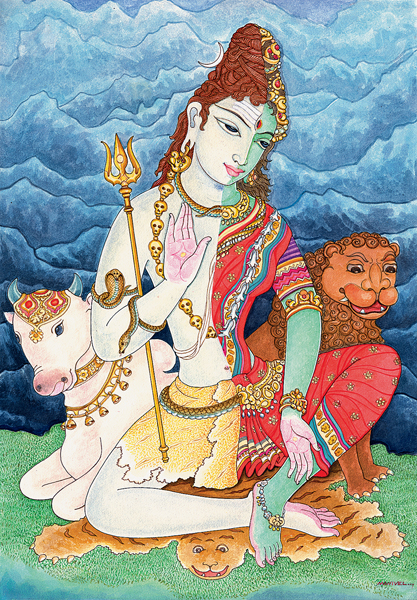
Ardanaríxvara em postura sentada com ambos os vahanas

A postura de Ardanaríxvara pode ser tribhanga – dobrada em três partes: cabeça (inclinada para a esquerda), tronco (para a direita) e perna direita ou na posição sthanamudra (reta), às vezes em pé sobre um pedestal de lótus, por isso é chamada samapada. Imagens sentadas de Ardanaríxvara estão faltando em tratados iconográficos, mas ainda são encontradas em esculturas e pinturas. Embora os cânones frequentemente representem o touro Nandi como o vahana (montaria) comum de Ardanaríxvara, algumas representações mostram o touro vahana de Xiva sentado ou em pé perto ou atrás de seu pé, enquanto o leão vahana da deusa está perto de seu pé.

### Forma de oito braços
O Templo Parashurameshvara em Bubanesvar tem uma imagem de Ardanaríxvara dançante de oito braços. Os braços superiores dos homens seguram um alaúde e um akshamala (rosário), enquanto os braços superiores das mulheres seguram um espelho e um livro; os outros estão quebrados. Outra imagem de Ardanaríxvara não convencional é encontrada em Darasuram. A escultura tem três cabeças e oito braços, segurando akshamala, khadga (espada), pasha, musala, kapala (taça de caveira), lótus e outros objetos.

### Outras descrições textuais
O Naradiya Purana menciona que Ardanaríxvara é metade preta e metade amarela, com um lado nu e outro vestido, usando caveiras e uma guirlanda de lótus na metade masculina e na metade feminina, respectivamente. O Linga Purana dá uma breve descrição de Ardanaríxvara fazendo varada e abhaya mudras e segurando uma trishula e um lótus. O Vishnudharmottara Purana prescreve uma forma de quatro braços, com as mãos direitas segurando um rosário e um trishula, enquanto as esquerdas carregam um espelho e um lótus. A forma é chamada Gaurishvara neste texto.

## Lendas

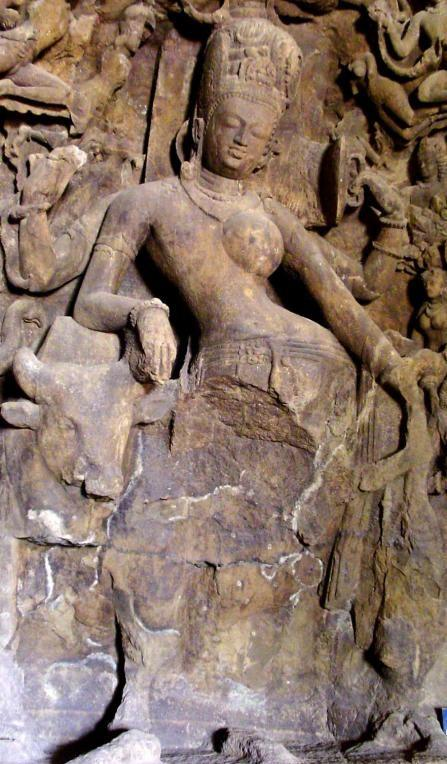
Relevo de Ardanaríxvara proveniente das Cavernas de Elefanta, perto de Mumbai

A mitologia de Ardanaríxvara – que se origina principalmente nos cânones purânicos – foi desenvolvida posteriormente para explicar as imagens existentes da divindade que surgiram na era cuchana.
A forma semifeminina sem nome de Xiva também é mencionada no épico Mahabharata. No Livro XIII, Upamaniu elogia Xiva perguntando retoricamente se há mais alguém cujo meio corpo é compartilhado por sua esposa, e acrescenta que o universo surgiu da união dos sexos, representado pela forma meio feminina de Xiva. Em algumas narrativas, Xiva é descrito como de pele escura e clara, metade amarelo e metade branco, metade mulher e metade homem, e ao mesmo tempo mulher e homem. No Livro XIII, Xiva prega a Parvati que metade de seu corpo é composto pelo corpo dela.
No Skanda Purana, Parvati pede a Xiva que permita que ela resida com ele, abraçando "membro a membro", e assim Ardanaríxvara é formado. Também conta que quando o demônio Andhaka quis capturar Parvati e torná-la sua esposa, Vixnu a resgatou e a trouxe para sua residência. Quando o demônio a seguiu até lá, Parvati revelou sua forma Ardanaríxvara para ele. Vendo a forma meio masculina e meio feminina, o demônio perdeu o interesse por ela e foi embora. Vixnu ficou surpreso ao ver esta forma e se viu na parte feminina da forma.
O Xiva Purana descreve que o deus criador Brama criou todos os seres masculinos, os prajapatis, e disse-lhes para se regenerarem, o que eles não conseguiram fazer. Confrontado com o declínio resultante no ritmo de criação, Brama ficou perplexo e contemplou Xiva em busca de ajuda. Para esclarecer Brama sobre sua loucura, Xiva apareceu diante dele como Ardanaríxvara. Brama orou à metade feminina de Xiva para lhe dar uma fêmea para continuar a criação. A deusa concordou e criou vários poderes femininos a partir de seu corpo, permitindo assim que a criação progredisse. Em outros Puranas como Linga Purana, Vayu Purana, Vishnu Purana, Skanda Purana, Kurma Purana, e Markandeya Purana, Rudra (identificado com Xiva) aparece como Ardanaríxvara, emergindo da cabeça, testa, boca ou alma de Brama como a personificação da fúria e frustração de Brama devido ao ritmo lento da criação. Brama pede a Rudra que se divida, e este obedece dividindo-se em masculino e feminino. Numerosos seres, incluindo os 11 Rudras e várias Xáctis femininas, são criados a partir de ambas as metades. Em algumas versões, a deusa se une novamente a Xiva e promete nascer como Sati na terra para ser esposa de Xiva. No Linga Purana, o Rudra Ardanaríxvara é tão quente que, ao aparecer na testa de Brahma, ele queima o próprio Brama. Xiva Ardanaríxvara então desfruta de sua própria metade – a Grande Deusa – pelo "caminho do ioga" e cria Brama e Vixnu a partir de seu corpo. No ciclo repetitivo de éons, Ardanaríxvara é ordenado a reaparecer no início de cada criação, como no passado.

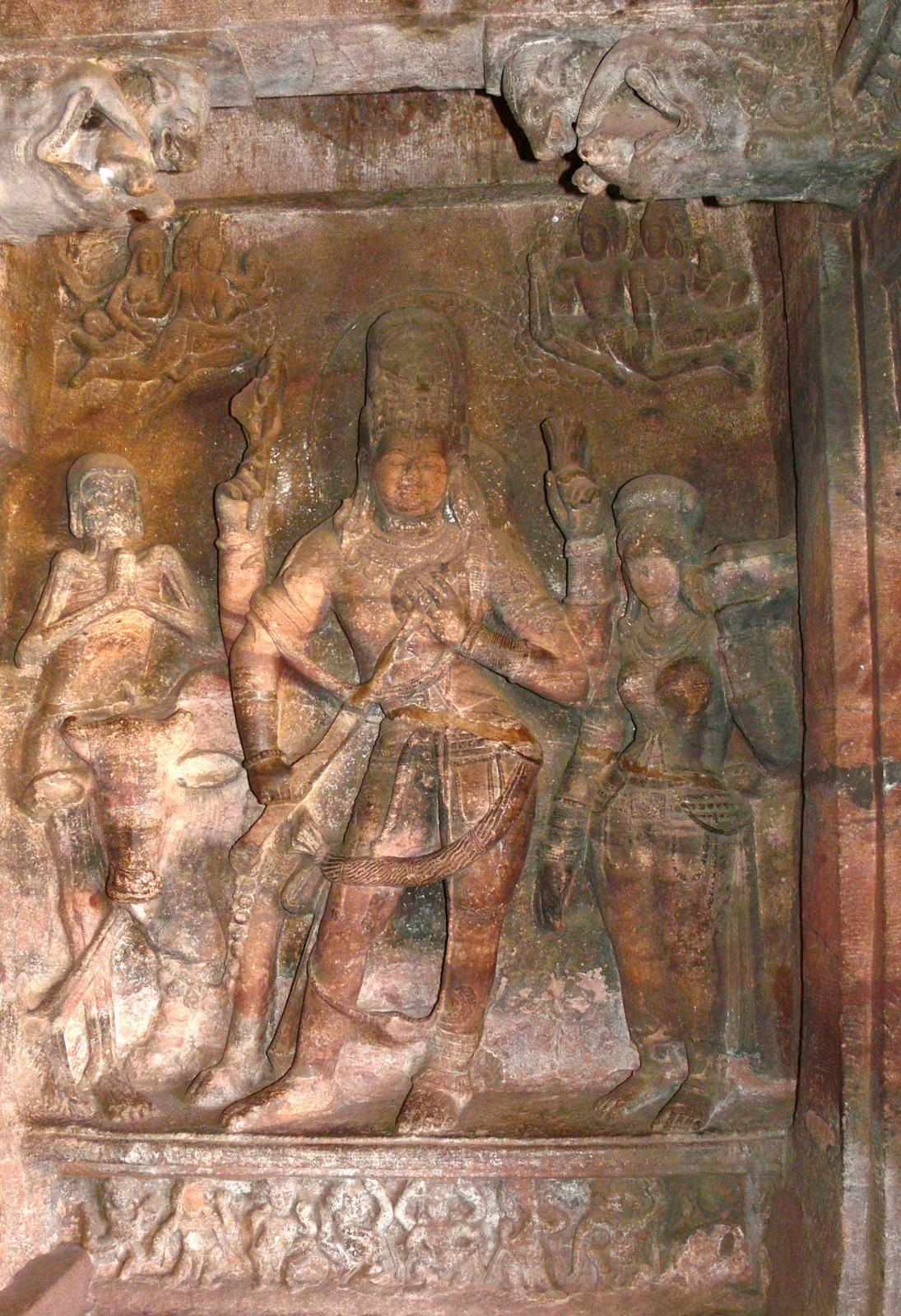
Imagam de Ardanaríxvara tocando uma vina cercada por Bhringi e uma atendente, Badami.

O Matsya Purana descreve como Brama, satisfeito com uma penitência realizada por Parvati, a recompensa abençoando-a com uma tez dourada. Isso a torna mais atraente para Xiva, a quem mais tarde ela se funde como metade de seu corpo.
A tradição de templo tâmil narra que uma vez que os deuses e sábios (rixis) se reuniram na residência de Xiva, eles prestaram em oração seus respeitos a Xiva e Parvati. No entanto, o sábio Bhringi jurou adorar apenas uma divindade, Xiva, e ignorou Parvati enquanto o adorava e circundava. Agitad, Parvati amaldiçoou Bhringi a perder toda a sua carne e sangue, reduzindo-o a um esqueleto. Nesta forma, Bhringi não conseguia ficar em pé, então os compassivos que testemunharam a cena abençoaram o sábio com uma terceira perna para apoio. Como sua tentativa de humilhar o sábio falhou, Parvati puniu-se com austeridades que agradaram Xiva e o levaram a conceder-lhe o benefício de se unir a ele, obrigando assim Bhringi a adorá-la, assim como a si mesmo, na forma de Ardanaríxvara. Porém, o sábio assumiu a forma de um besouro e circundou apenas a metade masculina, abrindo um buraco na divindade. Espantado com sua devoção, Parvati reconciliou-se com o sábio e o abençoou. O santo xaiva naianar Appar do século VII menciona que depois de se casar com Parvati, Xiva a incorporou em metade de seu corpo.
No Kalika Purana, Parvati (chamada aqui de Gauri) é descrita como tendo suspeitado de infidelidade de Xiva quando viu seu próprio reflexo no peito cristalino de Xiva. Uma disputa conjugal eclodiu, mas foi rapidamente resolvida, após a qual Parvati desejou ficar eternamente com Xiva em seu corpo. O casal divino foi posteriormente fundido como Ardanaríxvara. Outra história do norte da Índia também fala sobre o ciúme de Parvati. Outra mulher, o rio Ganga – muitas vezes retratado fluindo dos cabelos de Xiva – sentou-se em sua cabeça, enquanto Parvati (como Gauri) sentou-se em seu colo. Para pacificar Gauri, Xiva uniu-se a ela como Ardanaríxvara.
Somente nos contos associados ao culto xactas (nos quais a Deusa é considerada o Ser Supremo) a Deusa é venerada como a Criadora de Tudo. Nestes contos, é o corpo dela (não o de Xiva) que se divide em metades masculina e feminina.

## Simbolismo

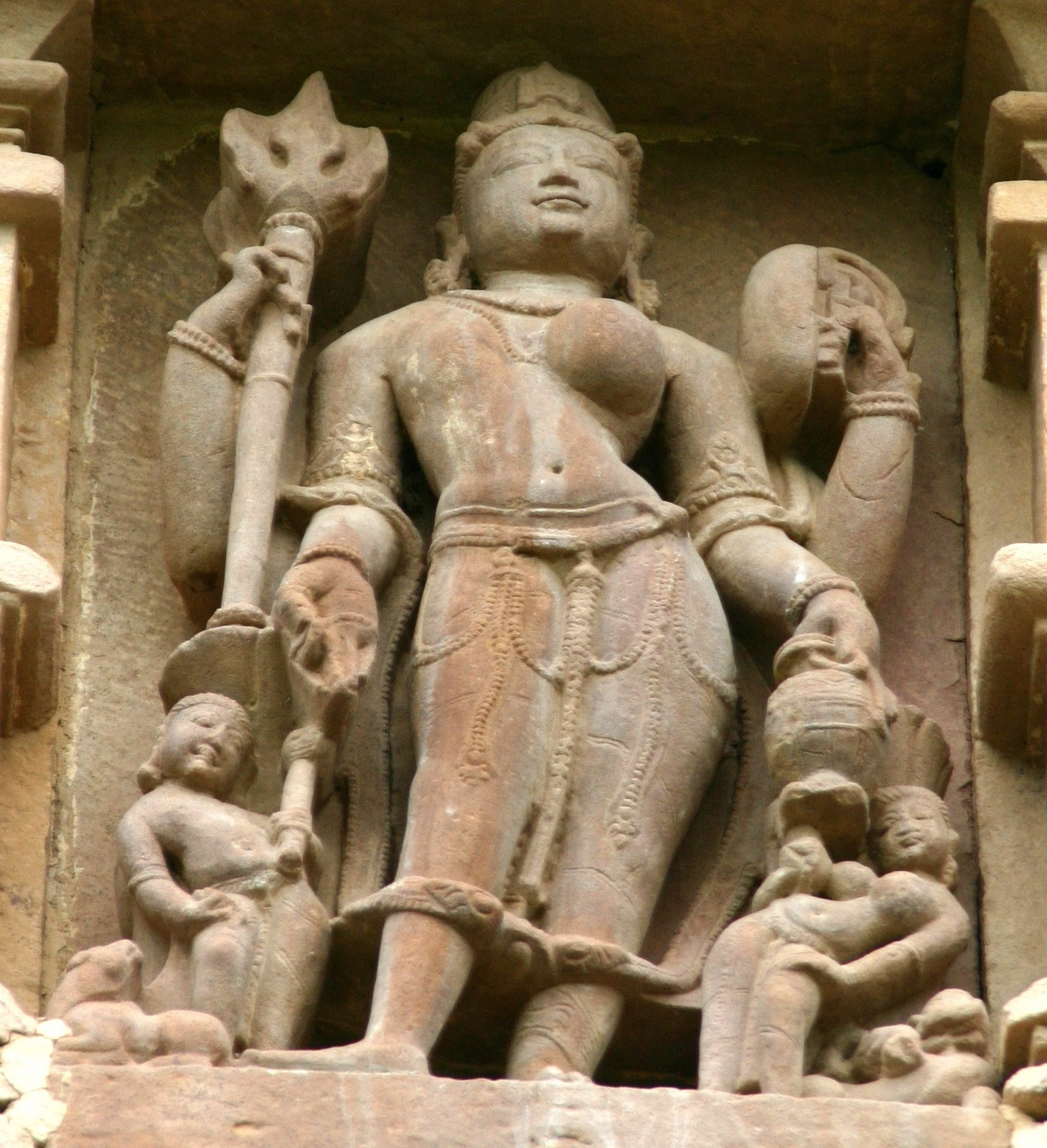
Escultura de Ardanaríxvara, Khajuraho

Ardanaríxvara simboliza que os princípios masculino e feminino são inseparáveis. A forma composta transmite a unidade dos opostos (coniunctio oppositorum) no universo. A metade masculina de Ardanaríxvara representa Puruxa e a metade feminina é Pracriti. Puruxa é o princípio masculino e a força passiva do universo, enquanto Pracriti é a força ativa feminina; ambos são "constantemente atraídos para se abraçarem e se fundirem, embora... separados pelo eixo intermediário". A união de Puruxa (Xiva) e Pracriti (energia de Xiva; Xácti) gera o universo, ideia também manifestada na união do Linga de Xiva e Yoni de Devi criando o cosmos. O Mahabárata elogia esta forma como a fonte da criação. Ardanaríxvara também sugere o elemento Kama ou Luxúria, que leva à criação.
Ardanaríxvara transmite o significado da "totalidade que está além da dualidade", "bi-unidade de masculino e feminino em Deus" e "a bissexualidade e, portanto, a não-dualidade" do Ser Supremo. Transmite que Deus é tanto Xiva quanto Parvati, "tanto homem quanto mulher, pai e mãe, distante e ativo, temível e gentil, destrutivo e construtivo" e unifica todas as outras dicotomias do universo. Enquanto o rosário de Xiva na iconografia de Ardanaríxvara o associa ao ascetismo e à espiritualidade, o espelho de Parvati a associa ao mundo material ilusório. Ardanaríxvara reconcilia e harmoniza os dois modos de vida conflitantes: o modo espiritual do asceta representado por Xiva, e o modo materialista do chefe de família simbolizado por Parvati, que convida o asceta Xiva para o casamento e para o círculo mais amplo de assuntos mundanos. A interdependência de Xiva em seu poder (Xácti), conforme corporificado em Parvati, também se manifesta nesta forma. Ardanaríxvara transmite que Xiva e Xácti são a mesma coisa, uma interpretação também declarada em inscrições encontradas junto com imagens de Ardanaríxvara em Java e no Arquipélago Malaio oriental. O Vishnudharmottara Purana também enfatiza a identidade e a semelhança do Puruxa masculino e da Pracriti feminina, manifestada na imagem de Ardanaríxvara. Sua figura unificada também já foi citada como representando os conceitos de diferença e não-diferença (bhedābheda).
Ela é importante no xivaísmo da Caxemira, em que Ardanaríxvara representa o entendimento de que a consciência pura ou realidade última (prakāśa), representada por Xiva, possui um dinamismo, autolimitação e reflexão, o que é representado por Xácti (vimarśa). De acordo com o guru xaiva Sivaya Subramuniyaswami (1927–2001), Ardanaríxvara significa que o grande Xiva é "Todo, inseparável de Sua energia" (ou seja, de sua Shakti) e está além do gênero.

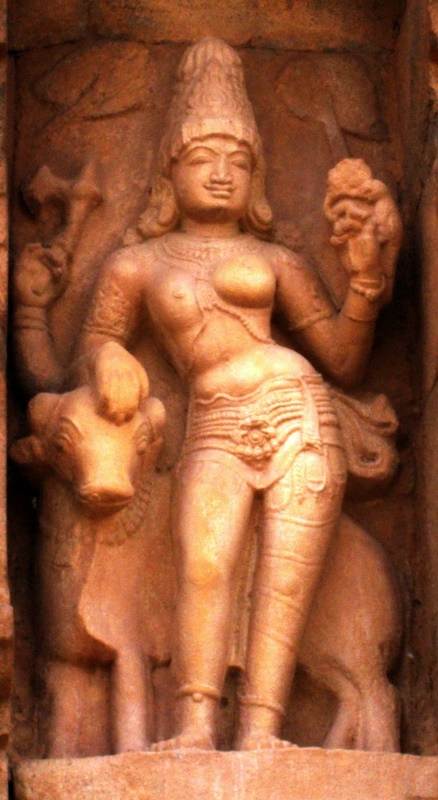
Uma escultura de Ardanaríxvara de três braços com apenas Nandi como vahana, século XI, templo Gangaikonda Cholapuram

Em todas as culturas, figuras hermafroditas como Ardanaríxvara têm sido tradicionalmente associadas à fertilidade e ao crescimento abundante. Nesta forma, Xiva em seu abraço eterno com Pracriti representa o eterno poder reprodutivo da Natureza, que ele regenera depois que ela perde a fertilidade. "É uma dualidade na unidade, sendo o princípio subjacente um dualismo sexual". O historiador de arte Sivaramamurti chama isso de "uma conexão única do ideal intimamente unido de homem e mulher elevando-se acima do desejo da carne e servindo como um símbolo de hospitalidade e parentalidade". A dupla unidade de Ardanaríxvara é considerada "um modelo de inseparabilidade conjugal". Padma Upadhyaya comenta: "A ideia de ... Ardhanārīśvara é localizar o homem na mulher como também a mulher no homem e criar perfeita homogeneidade nos assuntos domésticos".
Frequentemente, a metade direita de Ardanaríxvara é masculina e a esquerda é feminina. O lado esquerdo é a localização do coração e está associado a características "femininas" como intuição e criatividade, enquanto o lado direito está associado ao cérebro e a traços "masculinos" – lógica, valor e pensamento sistemático. A mulher muitas vezes não é igual no Ardanaríxvara, o deus masculino que é metade feminino; ela permanece uma entidade dependente. Ardanaríxvara "é em essência Xiva, não Parvati". Isso também se reflete na mitologia, onde Parvati se torna parte de Xiva. Também aparece na iconografia: Xiva geralmente tem dois braços sobrenaturais e Parvati tem apenas um braço terreno, e o touro vahana dele – e não o leão vahana dela – normalmente os acompanha.
Porém nem sempre ocorre essa visão de se privilegiar o lado masculino e de se resumir o significado de Ardanaríxvara apenas àquele dado pela ortodoxia brâmane, que refletia uma desigualdade de gênero e patriarcalismo. A divindade pode ter aparecido em outros contextos com outros significados, inclusive em última instância transcendendo a binariedade de gênero. Assim, encontra-se por exemplo na escola heterodoxa Pratyabhijna uma outra atitude, em que, de forma idealista e mais conceitual para além das figuras de gênero, a união da divindade representava a reunificação primordial com o outro que emanou de Xiva, em que se recupera as forças perdidas durante a divisão da consciência. Isso era feito pelo reconhecimento de que os objetos emanam do sujeito, através de uma exploração imaginativa pela imersão em si mesmo, que é análoga a uma dança ou uma performance teatral, ou ao jogo da divindade. Apesar de não rejeitarem o conceito de gênero, os adeptos dessa vertente consideravam que nenhum dos gêneros possui poder absoluto sobre o outro. Rejeitavam, assim, o essencialismo da ortodoxia hindu e a exclusão do feminino por essa última; davam outro valor a dicotomias como a de masculino e feminino, e atribuíam esses dois gêneros como categorias ontológicas metafísicas, intrínsecas ao universo e relacionadas a modos de consciência. Por meio disso, Ardanaríxvara representava essas forças mentais que atuam em tensão criativa, tal como a divindade dançante, e simbolizava as diversas manifestações possíveis e expressões de desejo de uma mesma consciência criadora.

## Adoração

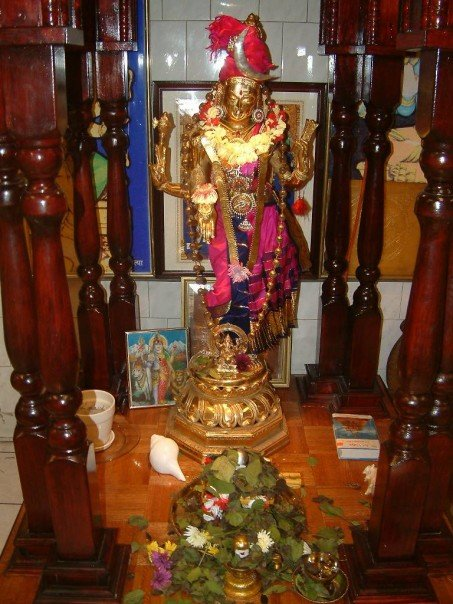
Ardanaríxvara adorado em Sri Rajarajeswari Peetam

Ardanaríxvara é uma das formas iconográficas mais populares de Xiva. É encontrada em mais ou menos todos os templos e santuários dedicados a Xiva em toda a Índia e no Sudeste Asiático. Há amplas evidências nos textos e nas múltiplas representações do Ardanaríxvara em pedra que sugerem que pode ter existido um culto centrado em torno da divindade. O culto pode ter tido seguidores ocasionais, mas nunca esteve alinhado a nenhuma seita. Este culto centrado na adoração conjunta de Xiva e da Deusa pode até ter tido uma posição elevada no hinduísmo, mas quando e como desapareceu permanece um mistério. Neeta Yadav aponta que ela pode ser indício de sincretismo de seitas diferentes, e argumenta que a popularidade de Ardanaríxvara pode ter aumentado como resultado do casamento intercastas. A divindade também pode ter recebido associações com o tantrismo.
Embora seja uma forma iconográfica popular, os templos dedicados à divindade são poucos. Um popular está localizado em Thiruchengode, enquanto outros cinco estão localizados em Kallakkurichi taluk, todos eles no estado indiano de Tâmil Nadu.
O Linga Purana defende a adoração de Ardanaríxvara pelos devotos para alcançar a união com Xiva após a dissolução do mundo e assim alcançar a salvação. O Ardhanarinateshvara Stotra composto por Adi Xancarachária é um hino popular dedicado à divindade. Os santos naianares de Tamil Nadu exaltam a divindade em hinos. Enquanto o santo naianar do século VIII, Sundarar, diz que Xiva é sempre inseparável da Deusa Mãe, outro santo nayanar do século VII, Sambandar, descreve como o "eterno feminino" não é apenas sua consorte, mas que também ela faz parte dele. O renomado escritor sânscrito Calidaça (c. séculos IV-V) alude a Ardanaríxvara nas invocações de seu Raguvamsa e Malavikagnimitram, e diz que Xiva e Xácti são tão inseparáveis quanto palavra e significado. O santo naianar do século IX, Manikkavacakar, coloca Parvati no papel de devota suprema de Xiva em seus hinos. Ele alude a Ardanaríxvara várias vezes e considera o objetivo final de um devoto estar unido a Xiva tal como Parvati está na forma de Ardanaríxvara.